# Sky Tower (Abu Dhabi)
Der Sky Tower ist ein Wolkenkratzer in Abu Dhabi, der Hauptstadt der Vereinigten Arabischen Emirate.
Nach Baubeginn 2006 wurde im Jahr 2009 die Endhöhe des Turms von 292 Metern erreicht, Mitte 2010 wurde er fertiggestellt. Der Turm auf der Reem-Insel war kurzzeitig das höchste Bauwerk der Stadt, wurde allerdings vom entstehenden The Landmark ab September 2010 um 32 Meter (324 Meter hoch) überragt, nach dessen Fertigstellung 2012 er auch offiziell nicht mehr das höchste Gebäude Abu Dhabis ist.
Das vom Architekturbüro Arquitectonica geplante Gebäude wurde von Tameer Holding Investment und Sourou Real Estate in Auftrag gegeben. Die 74 Stockwerke des Sky Towers werden im unteren Bereich als Büroräume genutzt, während oben luxuriöse Wohnungen zu finden sind.
Die tragenden Elemente des Turms bestehen aus Stahlbeton, die Fassade ist vollständig mit Glas verkleidet.